# Propylea
Propylea es un género de mariquitas, familia Coccinellidae, son de distribución paleártica,
La especie Propylea quatuordecimpunctata es muy común; ha sido introducida en Norteamérica en la década de 1960. A veces se la considera una especie invasora. Mide de 4 a 5 mm.

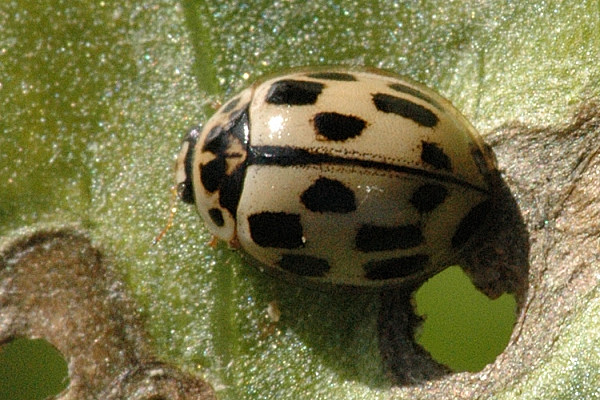
Propylea quatuordecimpunctata

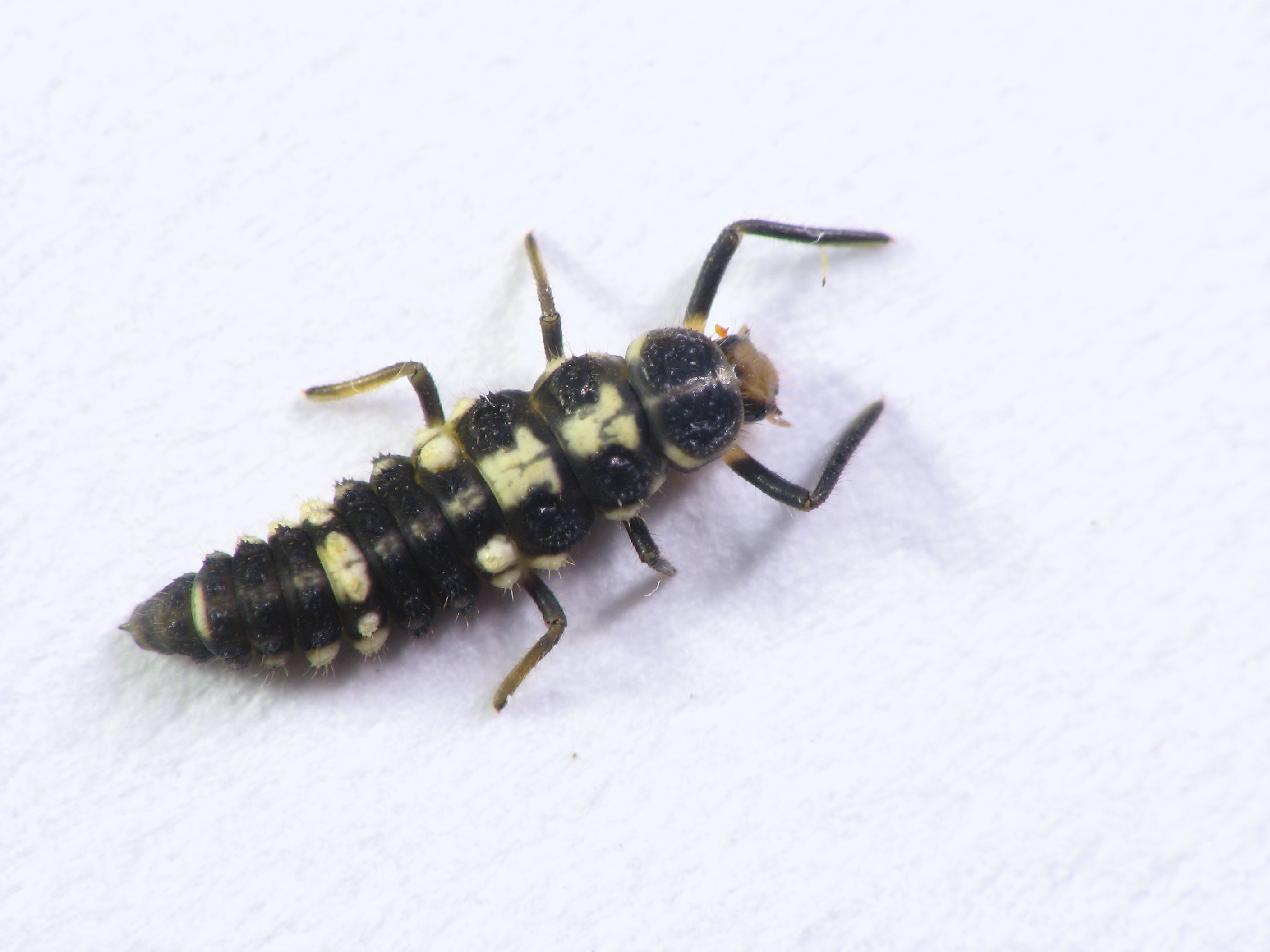
P. quatuordecimpunctata, larva